# Hôtel Saint-Michel de Chambord
L’hôtel Saint-Michel de Chambord est un hôtel de voyageurs situé à Chambord, dans le département de Loir-et-Cher en région Centre-Val de Loire.
Comme tous les bâtiments inclus dans le périmètre de sauvegarde du domaine national de Chambord, il est classé au titre des monuments historiques.

## Géographie
L'hôtel est situé dans le centre de Chambord, au Nord-Ouest du château, entre la place Saint-Louis et le Cosson.

## Histoire
L'hôtel Saint-Michel est bâti au XVIIIe siècle, à l'emplacement d'écuries édifiées en 1682.
Il s'agit à l'origine d'un relais de poste qui prend la fonction d'hôtel en 1850.
Un bâtiment est ajouté au XIXe siècle.
En 2014, un appel à projets est lancé par le domaine visant à transformer l'hôtel Saint-Michel, alors catégorisé deux étoiles, en un établissement haut de gamme. C’est le financier culturel Frédéric Jousset qui en obtient la concession pour 50 ans.
Le cabinet de l'architecte français Jean-Michel Wilmotte dirige la restauration du bâtiment et la construction d'une extension de 1 000 m2. L'établissement rouvre en 2018 sous le nom de Relais de Chambord catégorisé quatre étoiles.